# Pavel Pumprla
Pavel Pumprla (nacido el 13 de junio de 1986 en Zabreh, República Checa) es un jugador profesional de baloncesto checo. Actualmente milita en el CEZ Nymburk. En 2011 fue elegido en el segundo mejor quinteto de la Eurocup.

## Clubes
- BK Prostějov (2005-2006)
- BC Olomouc (2006-2007)
- BK Opava (2007-2009)
- CEZ Nymburk (2009-2012)
- Obradoiro CAB (2012-2015)
- Spirou Basket Club (2015-2016)
- Club Baloncesto Estudiantes (2016)
- CEZ Nymburk (2016-)

## Palmarés
- Campeón de la liga checa (NBL) con el CEZ Nymburk en 2010, 2011, 2012.